# Georgi Dianov Georgiev
Georgi Dianov Georgiev (en búlgaro, Георги Дианов Георгиев; Novi Pazar, 8 de enero de 1991) es un periodista, escritor, fotógrafo y guía turístico en varios idiomas. En agosto de 2022, Georgi publicó su historia de vida en el libro 'De Kaspichan a donde quieras. 

## Biografía
Georgi Dianov Georgiev, hijo de Dian y Violeta, se cría en Kaspichan (Bulgaria) y viaja con diez años a Getafe (España). En 2010, tras acabar el Bachillerato de Humanidades, intenta entrar en la RESAD, pero no fue aceptado por su nombre y nacionalidad. En lugar de ello, estudia Turismo en la UC3M, donde descubre el poder de viajar, del turismo y de que, según su frase, "en la vida, lo importante no es contar una historia, sino tener una historia por contar". En 2016, realiza además un máster universitario en Magazine Journalism en Kingston University (Inglaterra), escribiendo artículos para las revistas The Telegraph y Four Four Two. Tras haber vivido en Kaspichan, Getafe, Punta Cana, Cambridge, Londres, Brujas, Bruselas y Sofía, publica en 2022 su primer libro De Kaspichan a donde quierasdonde narra sus experiencias al enfrentarse al cambio cultural al que tuvo que someterse de niño cuando emigró con sus padres a España desde Bulgaria, así como las peripecias que le han influido como persona, como la sufrida a los doce años cuando perdió a su padre en un accidente laboral. En septiembre de 2022, cumple su sueño tras visitar las Nuevas siete maravillas del mundo moderno. 

## Distinciones
- Mejor 'Guía Turístico de Brujas' (Bélgica). Premio, 2020.
- Movilidad no Europea en UNIBE, Punta Cana (República Dominicana). Matrícula de honor, 2013.